# Міхаель Мозер
Міхае́ль Мо́зер (нім. Michael Moser; нар. 26 січня 1969) — австрійський філолог, славіст, дослідник російської і української мови. Професор мовознавства Інституту славістики Віденського університету, Українського Вільного Університету в Мюнхені та Католицького університету ім. Петра Пазманя в Будапешті та Пілішчабі. Президент Міжнародної асоціації україністів. Автор монографій, близько 250 наукових статей та рецензій із проблем слов'янського мовознавства.

## Біографія
Народився у Лінці, Австрія. З діда-прадіда австрієць, українців серед його предків ніколи не було.
Навчався у Віденському університеті, який закінчив у 1991 і став науковим співробітником кафедри славістики цього університету.
У 1994 завершив докторат, а у 1998 габілітацію, з 1998 — професор Віденського університету.
У 2009 став професором Українського Вільного Університету в Мюнхені, у 2011—2013 займав посаду декана філософського факультету цього університету.
З 2013 працює на посаді професора Католицького університету імені Петра Пазманя в Будапешті та Пілішчабі.
Від 2011 дійсний член НТШ у Львові.
Від 2013 року обраний президентом Міжнародної Асоціації Україністів.
Міхаель Мозер — член видавничих рад низки наукових журналів, зокрема Studia Slavica Academiae Scientiarum Hungaricae (Будапешт, Угорщина), Slavia Orientalis (Варшава, Польща), Діалектологічні студії (Львів, Україна), Україна модерна (Київ, Україна), Nationalisms Across the Globe (Сент Ендрюс, Шотландія; Варшава, Польща).
Крім того, Міхаель Мозер є видавцем серії Slavische Sprachgeschichte, входить до редколегії «Енциклопедії України» (Encyclopaedia of Ukraine).

## Праці
Вибрані праці:

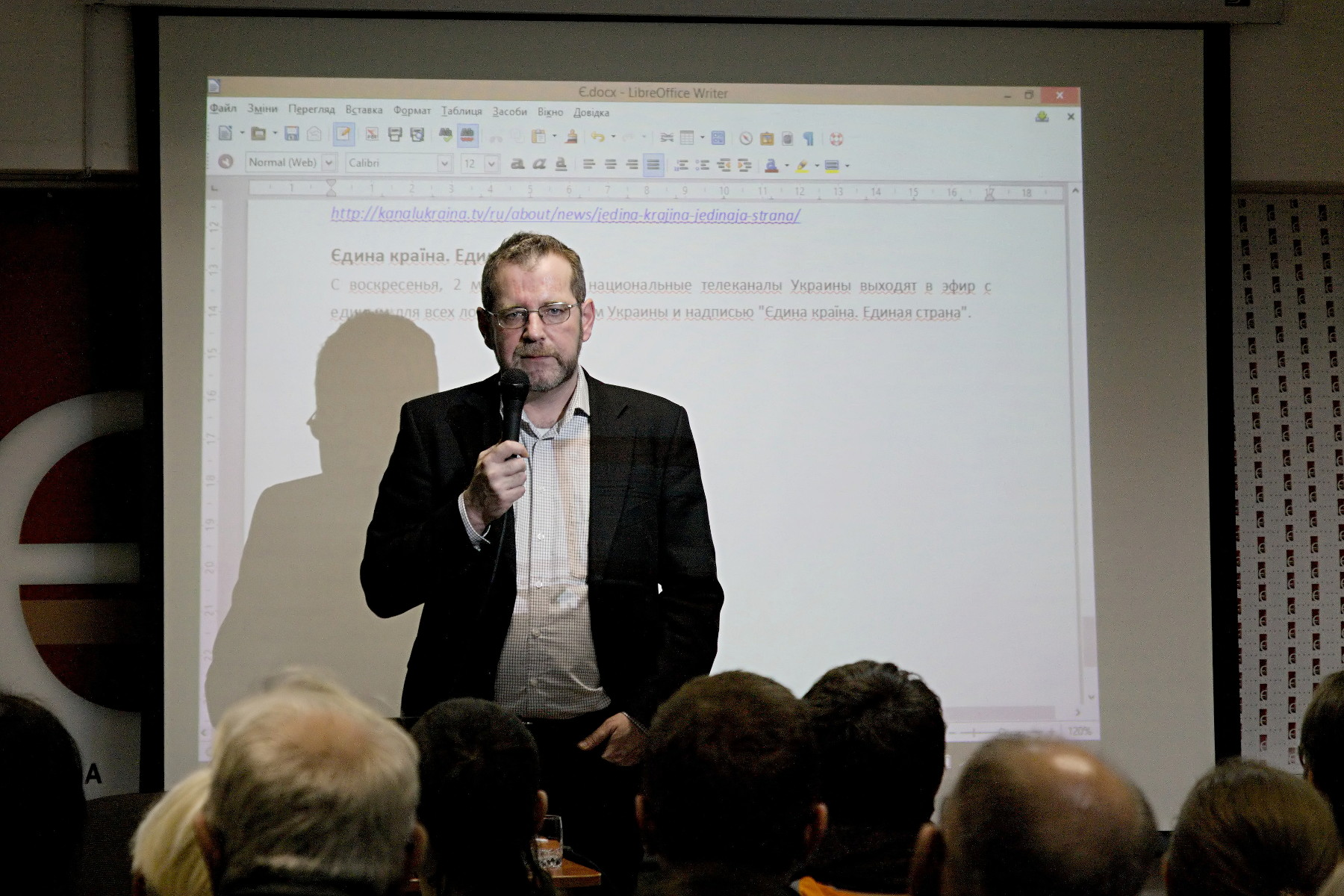
Міхаель Мозер на лекції у Книгарні «Є» (Київ, вул. Лисенка, 3), 19 лютого 2016 р.

- Міхаель Мозер, Причинки до історії української мови. Харків: Харківське історико-філологічне товариство, 2008. XVI, 832 с. (2-ге вид.: Харків: Прапор, 2009; 3-тє вид.: Вінниця: Нова Книга, 2011).
- M.Moser, Zwei «ruthenische» (ukrainische) Erstlesefibeln aus dem österreichischen Galizien und ihre sprachliche Konzeption, Wiener Slavistisches Jahrbuch 47, 2001, 93-122.
- М.Мозер, Что такое «прóстая мова»?, Studia Slavica Hungarica 47, 2002/3-4, 221—260.
- M.Moser, Prüfsteine des Austroslavismus: Das «All gemeine Reichs-Gesetz- und Regierungsblatt für das Kaiserthum Oesterreich» und die «Juridisch-politische Terminologie für die Slawen Oesterrreichs», Crossroads of Cultures: Central Europe, ed.: I.Pospíšil, Brno 2002, 75-129.
- M.Moser, Russisch oder Ruthenisch: Zur Sprache der ukrainischen Russophilen in der Habsburgermonarchie, Wiener Slavistisches Jahrbuch 48, 2002, 99-115 (Beitrag für den Internationalen Slawistenkongress in Ljubljana/Laibach 2003).
- M.Moser, Die Geschichte der ukrainischen Schriftsprache in Galizien im mitteleuropäischen Kontext, in: Comparative Cultural Studies on Central Europe, red.: I. Pospíšil, Brno 2004 [в друку].
- M.Moser, «Jazyčije» — ein untauglicher Pseudoterminus der sprachwissenschaftlichen Ukrainistik, Studia Slavica Hung. 2004/1 (M.Мозер, «Язичіє» — псевдотермін в українському мовознавстві, Збірник Харківського історико-філологічного товариства 2004 (або 2003) [в друку].
- 2004Б: M.Moser, Das Ukrainische im Gebrauch der griechisch-katholischen Kirche in Galizien (1772—1859), in: Das Ukrainische als Kirchensprache, hrsg. v. M. Moser, Wien
- Michael Moser. Russisch, Ukrainisch und Suržyk des 18. Jahrhunderts in der Privatkorrespondenz ukrainischer Frauen
- Michael Moser. Der pradikative Instrument, Wien, 1994; Die polnische, ukrainische und weissrussische Interferencschichi im russischen Satzbau des 16 und 17 Jahrhunderts, 1998; Maras Antonius Dom і ms Schrift anlasslich seiner Flucht nach Italien und ihre ukrainische Ubersetzung aus dem 17 Jahrhundert, 1999.
- Міхаель Мазер. Коротка історія української мови середнього періоду // Австрійсько-український огляд. — 2000. — № 9. — С. 77—78.
- Міхаель Мозер. Український П'ємонт? Дещо про значення Галичини для формування, розбудови й збереження української мови // Університетські діалоги. № 14. Львів, 2011. 160 с. [Архівовано 27 січня 2016 у Wayback Machine.]

## Нагороди та відзнаки
- 2005 — австрійська премія СТАРТ
- 2017 — лауреат Міжнародної премії імені Івана Франка. Його праця «New Contributions to the History of the Ukrainian Language» була визнана найкращою у номінації «за вагомі здобутки (досягнення) у галузі україністики».
- 2019 — лауреат Золотої медалі імені В. І. Вернадського Національної академії наук України[1].